# Margaret Osborne duPont
Pour les articles homonymes, voir Osborne et duPont.
Pour les autres membres de la famille, voir Famille Dupont de Nemours.
Ne pas confondre avec Laura duPont, également joueuse de tennis.
Margaret Evelyn Osborne (née le 4 mars 1918 à Joseph, Oregon, et morte le 24 octobre 2012 à El Paso, Texas) est une joueuse de tennis américaine. Elle a joué de la fin des années 1930 à 1962.
Elle est également connue sous le nom de Margaret Osborne duPont ou Margaret duPont, à la suite de son mariage en 1947.
Pendant sa carrière, elle a gagné trente-sept titres du Grand Chelem en simple, double dames et double mixte. Vingt-cinq de ces titres ont été remportés aux Internationaux des États-Unis ; à l'inverse, elle ne s'est jamais alignée en Australie.
Avec sa partenaire Louise Brough, elle a décroché vingt et un titres du Grand Chelem en double dames (record absolu derrière Martina Navrátilová), dont neuf consécutifs (idem) à Forest Hills (1942-1950).
Elle est membre du International Tennis Hall of Fame depuis 1967.

## Parcours en Grand Chelem (partiel)
Si l’expression « Grand Chelem » désigne classiquement les quatre tournois les plus importants de l’histoire du tennis, elle n'est utilisée pour la première fois qu'en 1933, et n'acquiert la plénitude de son sens que peu à peu à partir des années 1950.